# Lovisa finska församling

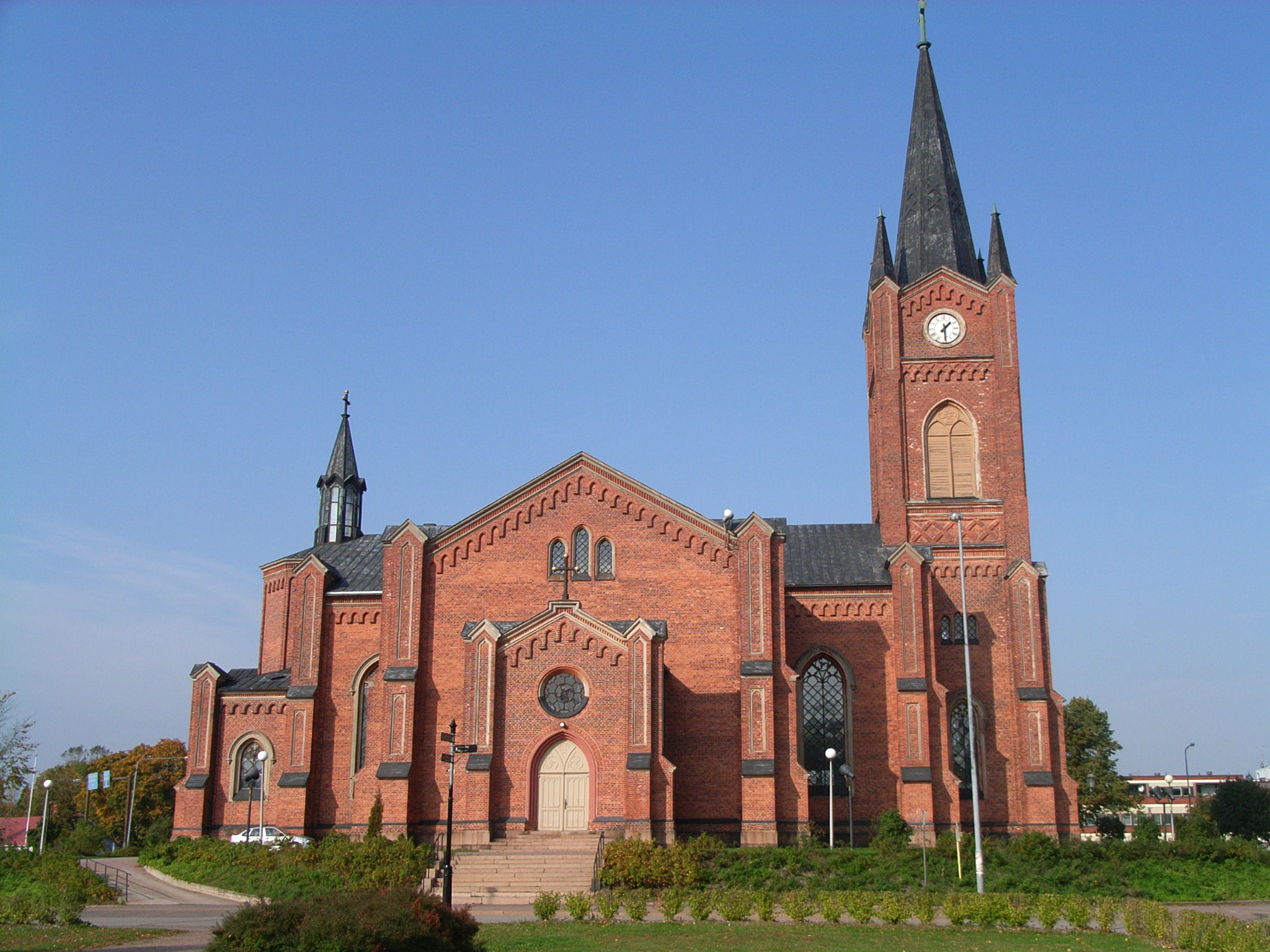
Lovisa kyrka från söder

Lovisa finska församling (finska Loviisan suomalainen seurakunta) var en församling inom Helsingfors stift av Evangelisk-lutherska kyrkan i Finland. Den ligger i östra Nyland och omfattar de finskspråkiga kyrkomedlemmarna i Lovisa centrum, alltså det område som innan kommunfusionen 2010 var Lovisa stad.

## Historia
Lovisa stad grundades 1745 på Pernå sockens område med namnet Degerby. Strax därefter (1750) bröts också församlingen ut ur Pernå församling. Då kung Adolf Fredrik besökte staden 1752, bytte den namn till Lovisa efter drottning Lovisa Ulrika. 
År 1855 brann stora delar av staden, inklusive kyrkan. År 1865 invigdes den nuvarande kyrkan, byggd i rödtegel i nygotisk stil.
Lovisa finska församling grundades 1958, då Lovisa församling delades på språklig grund; den svenska delen heter Lovisa svenska församling. De båda församlingarna delar på fastigheterna; bland annat är Lovisa kyrka hemkyrka för dem båda. 
Församlingen hade 2 894 medlemmar i augusti 2018.
Från och med år 2019 fusionerades Lovisa finska församling med andra församlingar i nejden. De finskspråkiga församlingsmedlemmarna bildade Agricola finska församling, där Apajalahti fortsatte som kyrkoherde. De svenskspråkiga bildar Agricola svenska församling.

## Kyrkoherdar

### i Lovisa församling
- David Starck (1750–78)
- Zacharias Cygnæus d.ä. (1780–91)
- Henrik Calonius (1792–1805)
- Karl Adolf Hougberg (1810–40)
- Gustaf Leonard Stenbäck (1844–61)
- Karl Albert Hackzell (1876–92)
- Ivar Alarik Nikander (1895–1918)
- Arnold Schalin (1920–57)
- Leo von Martens (1957–58)

### i Lovisa finska församling
- Paavo Elovaara (1959–75)
- Niilo Outakoski (1975–80)
- Veli-Matti Hynninen (1980–2012)
- Seppo Apajalahti (2012–18)

### i Lovisa svenska församling
- Leo von Martens (1958–82)
- Lars Junell (1982–2006)
- Henrik Weckström (2007–12)
- Karl af Hällström (2012–18)